# Tipula (Acutipula) robusta
Tipula (Acutipula) robusta is een tweevleugelige uit de familie langpootmuggen (Tipulidae). De soort komt voor in het Oriëntaals gebied.